# Seal Team Six: The Raid on Osama Bin Laden
Seal Team Six: The Raid on Osama Bin Laden (conocida en español como Código Gerónimo: La caza de Bin Laden) es un telefilme estrenado el 4 de noviembre de 2012, que narra la redada llevada a cabo en Abbottabad, Pakistán, con que el equipo SEAL de los Estados Unidos dio muerte a Osama bin Laden en mayo de 2011.

## Historia
En mayo de 2011, un comando de SEAL del equipo 6, es enviado a Abbottabad, Pakistán, a una operación llamada "Neptuno Spear" para capturar o matar a un blanco de la CIA. El equipo de unidades de élite de las fuerzas militares se entrena fuertemente para ello, y el mismo día de la operación, mientras se dirigen al lugar, son finalmente informados de que el blanco es Osama Bin Laden.

## Reparto

### Personajes Principales
- Cam Gigandet como Stunner, líder del equipo, miembro del equipo SEAL.
- Anson Mount como Cherry, miembro del equipo SEAL.
- Kenneth Miller como Sauce, miembro del equipo SEAL.
- Freddy Rodríguez como Trench, miembro del equipo SEAL.
- Xzibit como Mule, miembro del equipo SEAL.
- Tait Fletcher como D-Punch, miembro del equipo SEAL, muere luego de que una mujer bomba detonara su explosivo.
- Robert Knepper como el teniente comandante Skipper, capitán del equipo SEAL.

- William Fichtner como Mr. Guidry, miembro de la CIA.
- Kathleen Robertson como Vivian Hollis, analista superior de contrainteligencia de la CIA.
- Rajesh Shringarpure como Waseem, miembro de la CIA, encargado de la vigilancia de la vivienda en Pakistán.
- Maninder Singh como Malik, miembro de la CIA, encargado de la vigilancia de la vivienda en Pakistán.
- Eddie Kaye Thomas como Christian, miembro de la CIA.

### Personajes Adicionales
- Yon Kempton como Osama Bin Laden.
- Saleem Watley como Abu Ahmed Al-Kuwaiti, más conocido como el "mensajero", es miembro de la organización de terrorismo de Osama.
- Harsh Chhaya como el doctor Shakil Afridi, jefe de la salud del hospital Janrud, quien participa con la CIA para entrar a la casa donde sospechan que se encuentra Osama, aplicando vacunas.
- Keith Meriweather como un comandante TOC.
- David House como un técnico TOC.
- Lora Cunningham como Torres, un técnico TOC.
- Joe Cabezuela como un soldado del equipo SEAL.
- Kristen Rakes como una analista de la CIA.
- Jenny Gabrielle como Tricia.
- Mo Gallini como un interrogador.
- Alma Sisneros como la novia de Trench.
- Krista Davis como la esposa de Mule
- Nathaniel Joiner como el padre de Mule.
- Nancy Smith como la mamá de Cherry.
- Leonard Claps como Abrar Al-Hamid, hermano de Abu.
- Jahan Khalili como Khalid, hijo de Bin Laden.
- Jy Prishkulnik hija de Bin Laden.
- Sarah Minnich como una mesera.

## Producción
Producida por The Weinstein Company, la cinta fue estrenada por el canal National Geographic Channel el domingo 4 de noviembre de 2012 sin que los oficiales de la Casa Blanca negaran o confirmaran los eventos en él descritos.

## Premios y nominaciones
| Año  | Categoría                                                            | Premio               | Nominado                                             | Resultado |
| ---- | -------------------------------------------------------------------- | -------------------- | ---------------------------------------------------- | --------- |
| 2013 | Best Sound Editing in Television Long Form - Sound Effects & Foley   | Golden Reel Award    | Rick Owens, Greg Mauer, Trip Brock, Steven Avila...  | Ganaron   |
| 2013 | Best Sound Editing - Long Form Sound Effects and Foley in Television | Golden Reel Award    | Trip Brock, Peter D. Lago, Greg Mauer, Rick Owens... | Nominados |
| 2013 | Telefeatures, TV Dramas & Mini Series                                | NSW & ACT Gold Award | Peter Holland                                        | Ganó      |
| 2013 | Outstanding Sound Editing for a Miniseries, Movie or a Special       | Primetime Emmy Award | Trip Brock, Jackie Johnson, Ian Shedd...             | Nominados |
| 2013 | Outstanding Art Direction for a Miniseries or Movie                  | Primetime Emmy Award | Guy Barnes, Rosario Provenza & Wendy Ozols-Barnes    | Nominados |